# Lurago d'Erba
Lurago d'Erba är en ort och kommun i provinsen Como i regionen Lombardiet i Italien. Kommunen hade 5 366 invånare (2018).